# Остра Могила (Старозагорська область)
О́стра Могила (болг. Остра могила) — село в Старозагорській області Болгарії. Входить до складу общини Стара Загора.

## Населення
За даними перепису населення 2011 року у селі проживали 145 осіб, з них 136 осіб (99,3%) — болгари.
Розподіл населення за віком у 2011 році:
Динаміка населення: